# Moritzia
- Commons
- Wikispecies

Moritzia é um gênero de plantas pertencente à família Boraginaceae.